# Unterstadion
Unterstadion là một đô thị nằm trong huyện Alb-Donau thuộc bang Baden-Württemberg, Đức.

## Thư viện ảnh

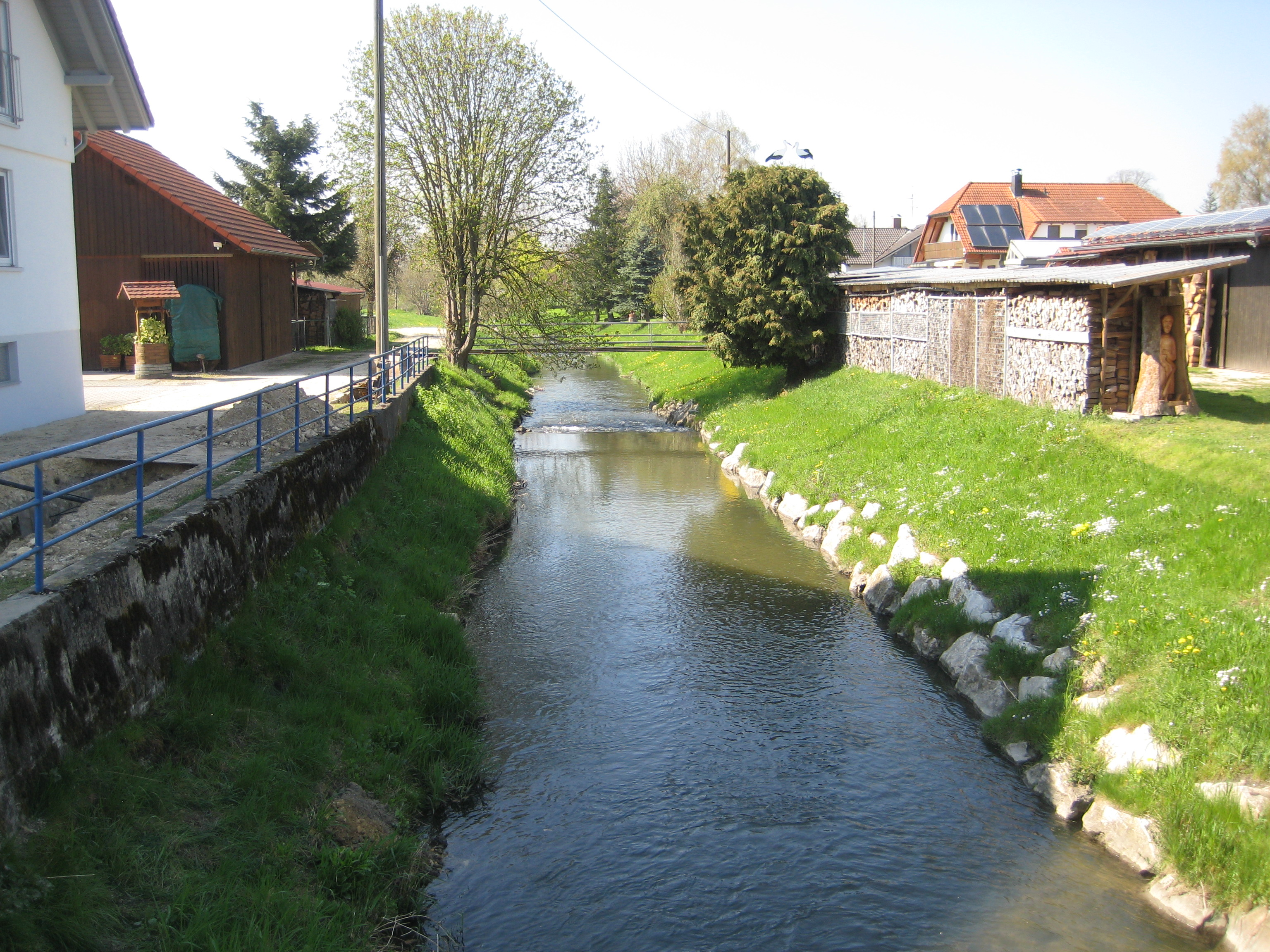
Sông Stehenbach chảy qua Unterstadion
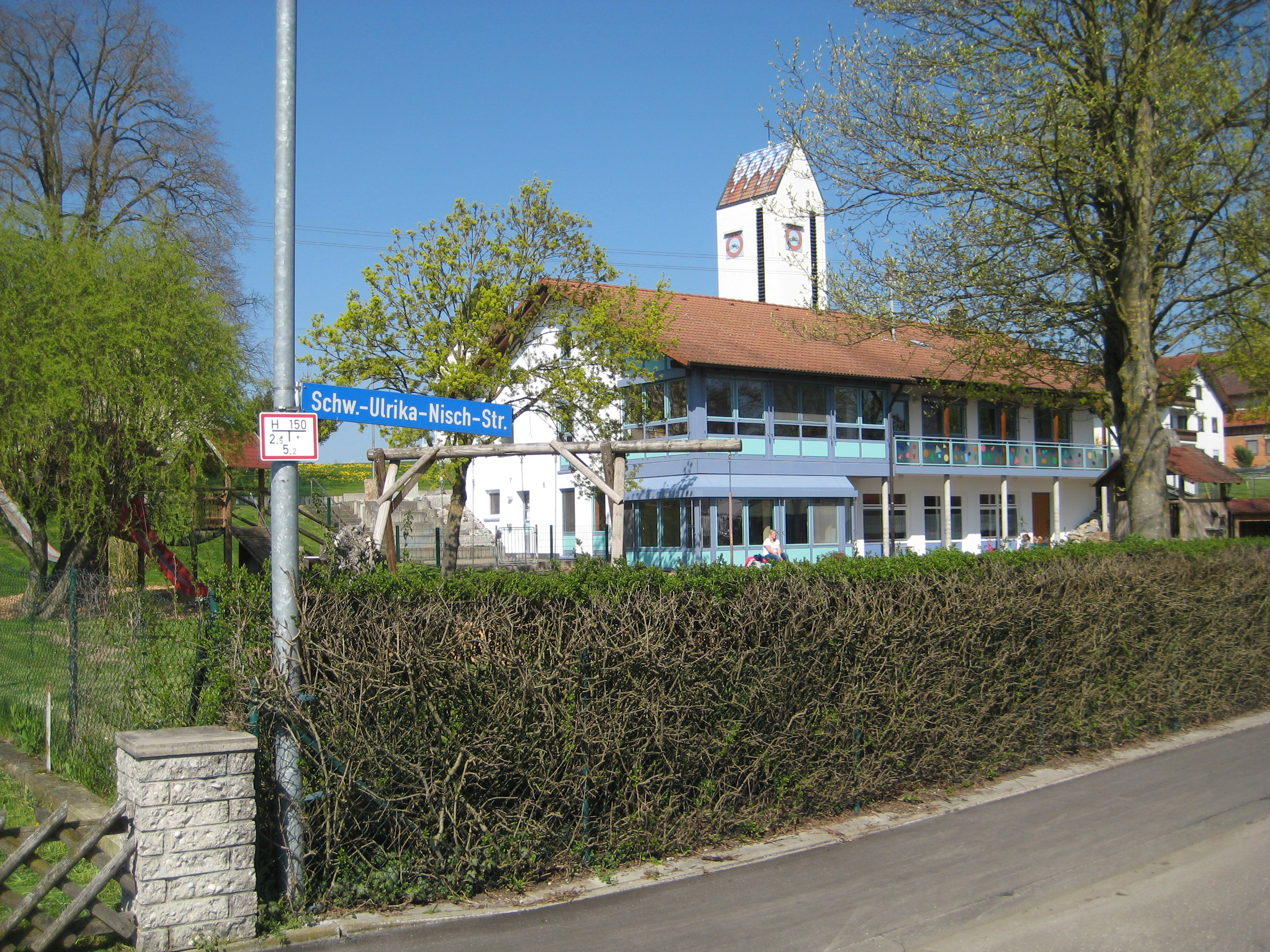
Schwester-Ulrike-Nisch-Strasse, Unterstadion
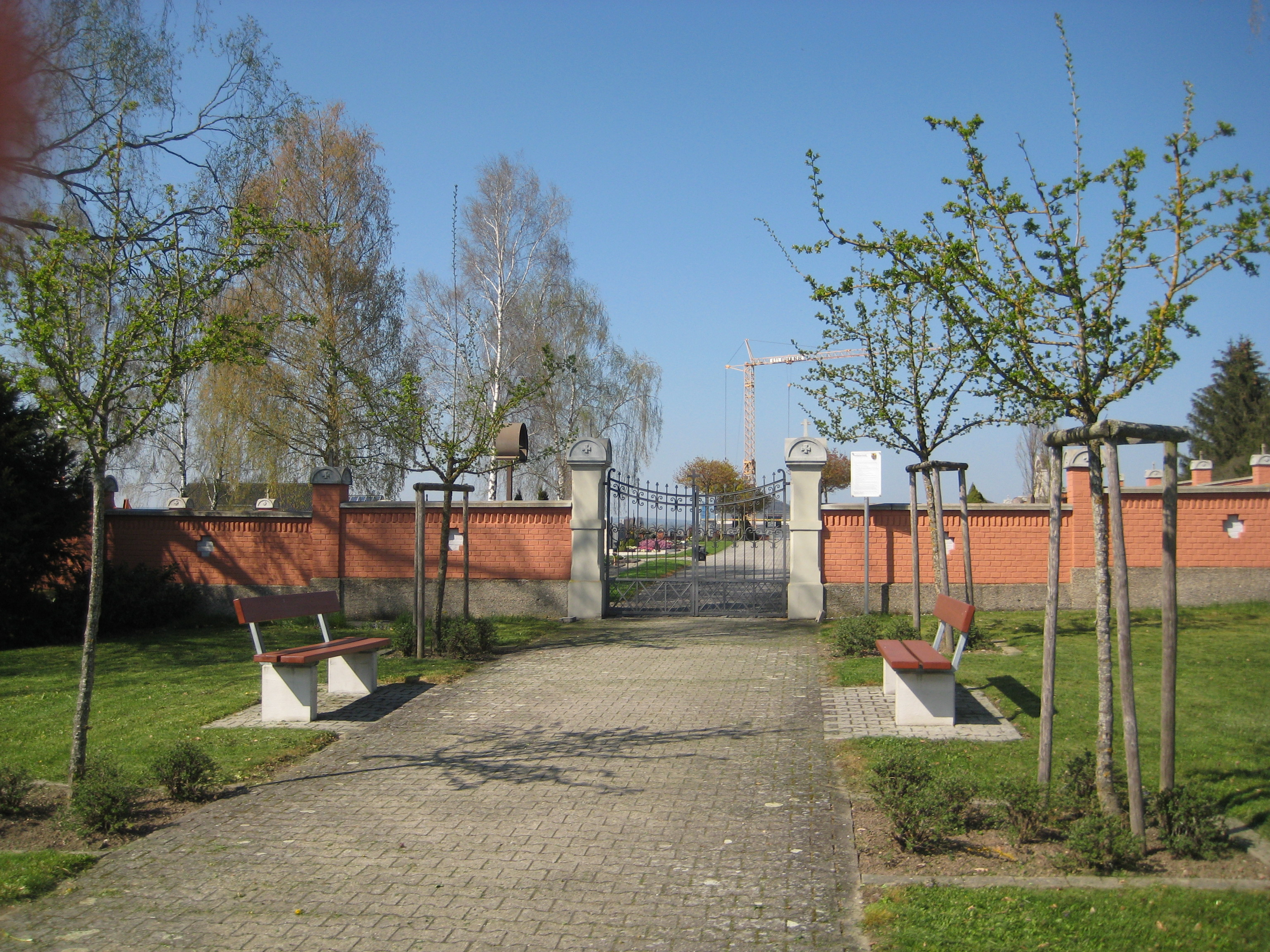
Lối vào Friedhof, Unterstadion
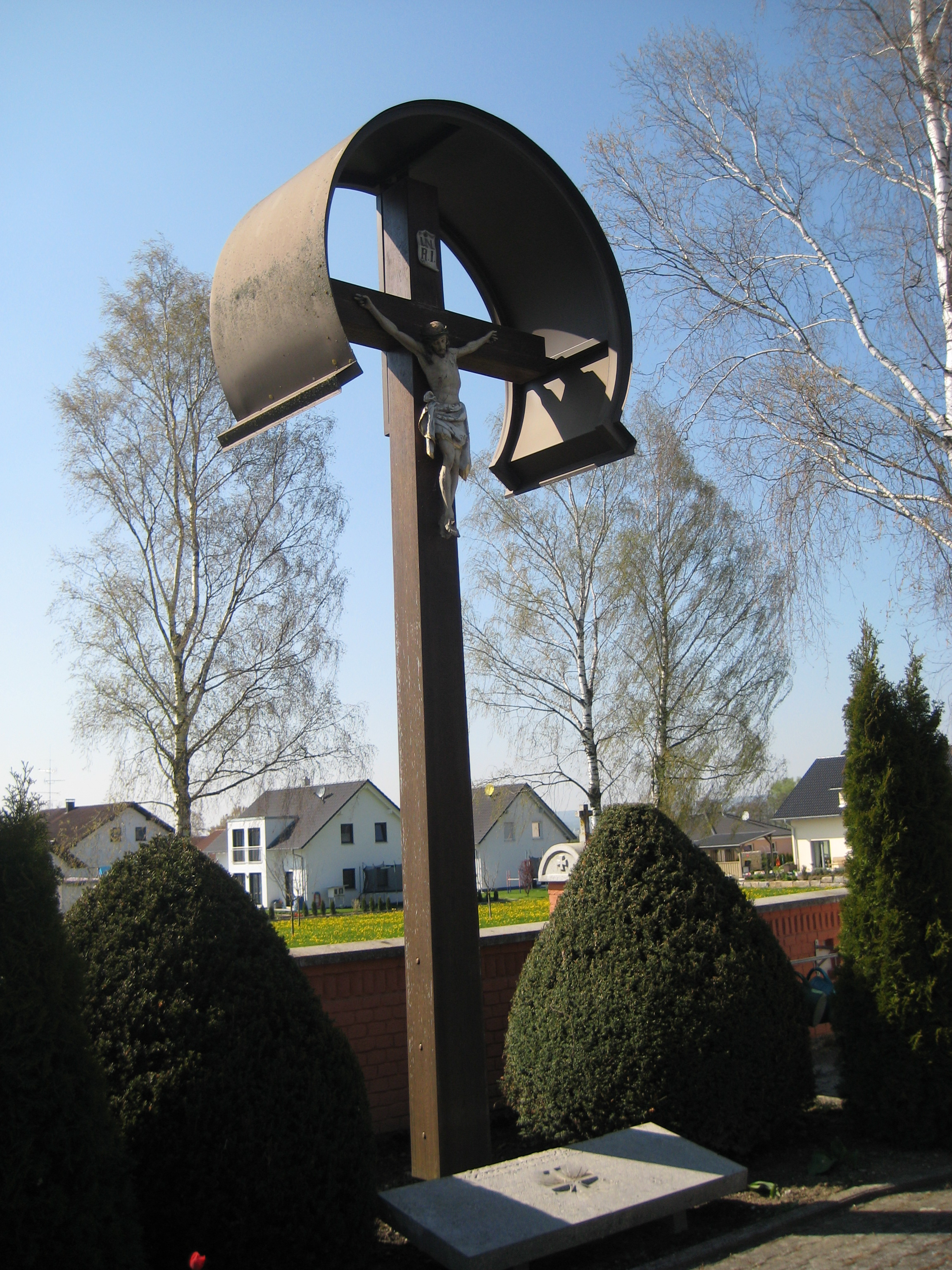
Cây thánh giá ở Unterstadion Friedhof
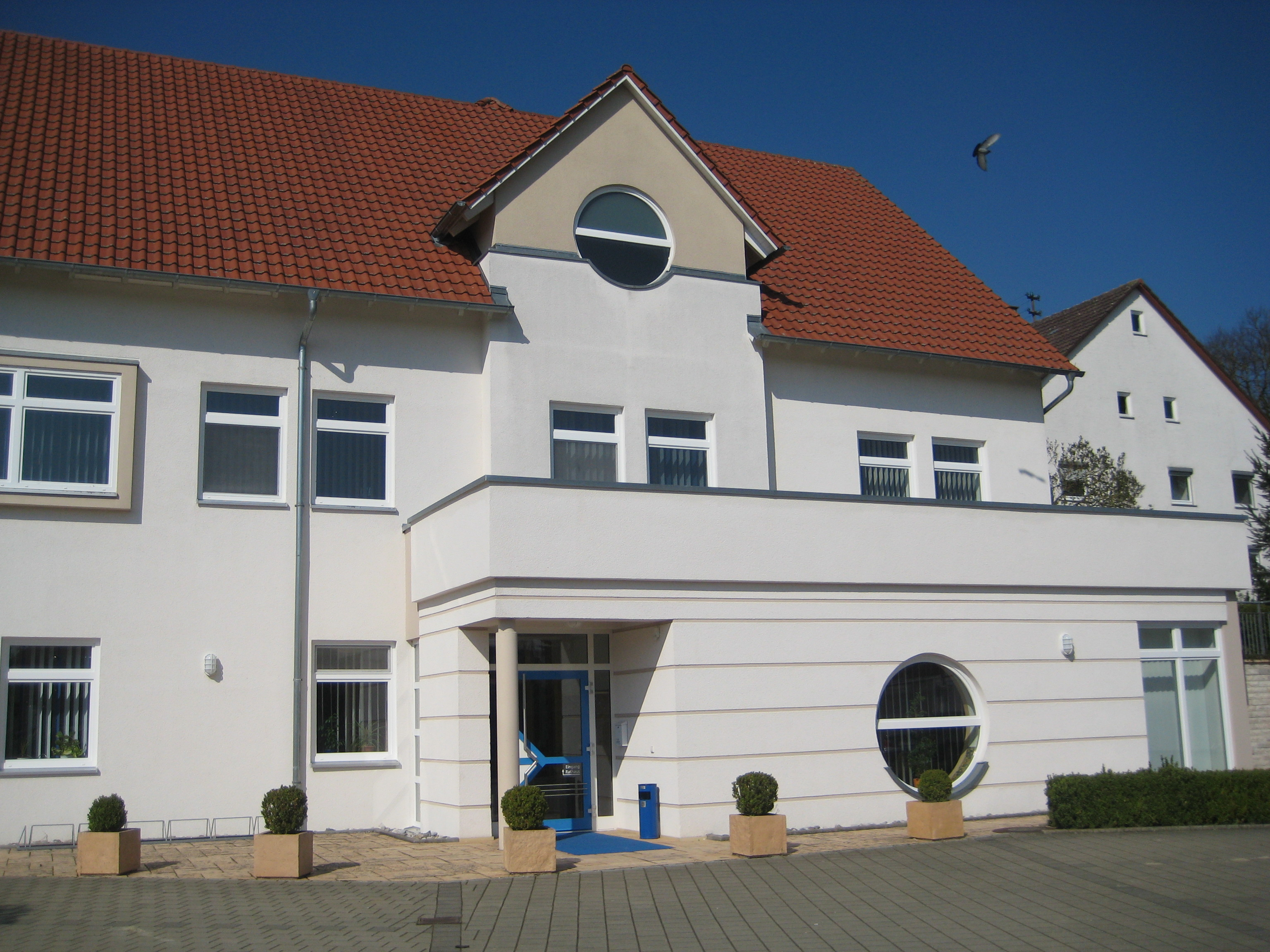
Gemeinde Unterstadion